# Kermesia albipennis
Kermesia albipennis är en insektsart som beskrevs av Frederick Arthur Godfrey Muir 1927. Kermesia albipennis ingår i släktet Kermesia och familjen Meenoplidae. Inga underarter finns listade i Catalogue of Life.